# Marek Sławski
Marek Sławski – polski leśnik, doktor habilitowany nauk rolniczych, adiunkt w Szkole Głównej Gospodarstwa Wiejskiego w Warszawie, specjalista od ekologii leśnej.

## Kariera naukowa
W 1988 roku na Wydziale Leśnym Szkoły Głównej Gospodarstwa Wiejskiego w Warszawie uzyskał tytuł magistra inżyniera w zakresie leśnictwa. W 1993 roku został zatrudniony na tejże uczelni, a w 1999 roku na tym samym wydziale uzyskał stopień doktora nauk rolniczych w zakresie leśnictwa na podstawie rozprawy pt. Charakterystyka konsumpcji igieł sosny przez foliofagi w okresie międzygradacyjnym, której promotorem był Henryk Tracz. W 2014 roku ten sam wydział nadał mu stopień doktora habilitowanego nauk rolniczych w dyscyplinie leśnictwa na podstawie pracy pt. Zmiany struktury lasu w szeregu rozwojowym drzewostanów sosnowych zagospodarowanych sposobem zrębowym.